# Giorgio Sommer

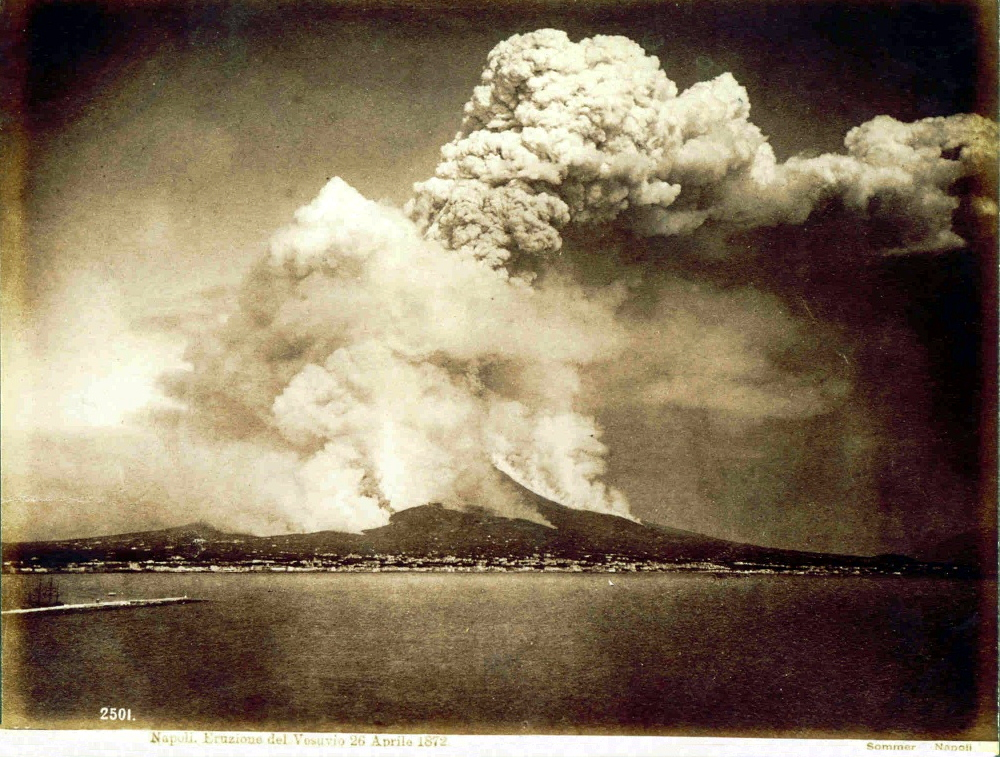
Der Ausbruch des Vesuvs 1872

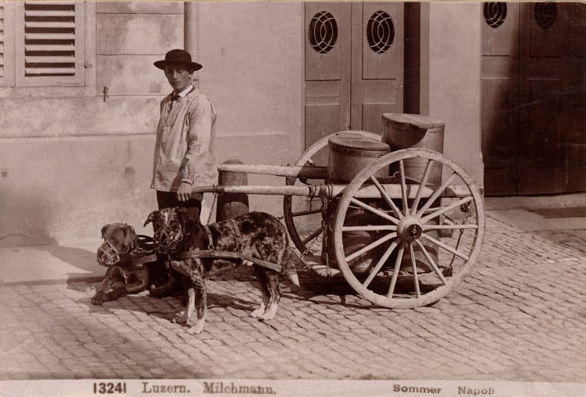
Milchmann, Luzern

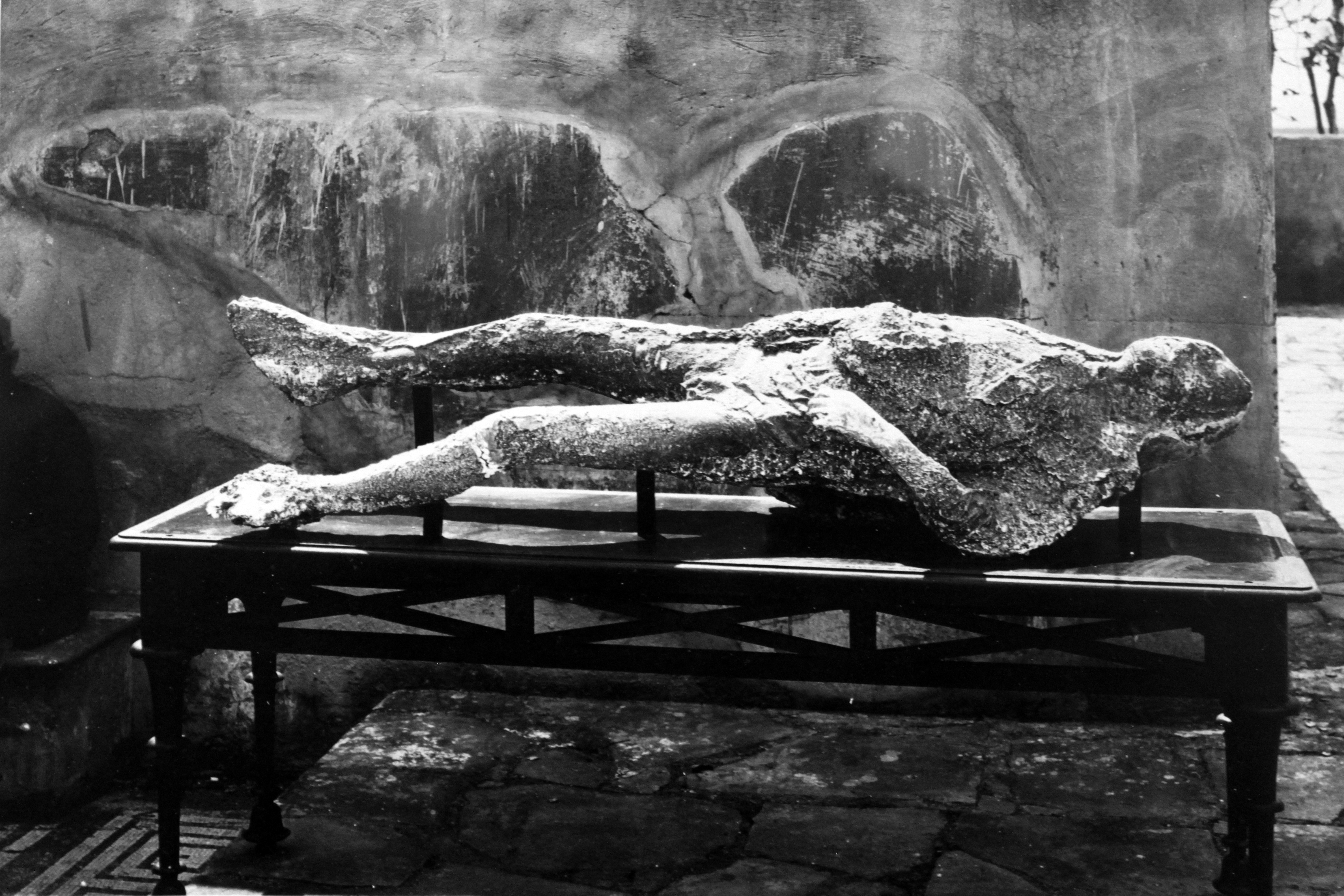
Menschliche Abgüsse aus Pompeij, Städel

Giorgio Sommer (* 2. September 1834 in Frankfurt am Main; † 7. August 1914 in Neapel) war ein deutscher Fotograf, der hauptsächlich in Italien arbeitete. Auch als Produzent von Repliken antiker Kunstwerke war er erfolgreich.

## Leben
Der aus Frankfurt am Main stammende Sommer absolvierte eine kaufmännische Lehre, ehe er zur Fotografie wechselte.
1856/57 ging er nach Rom, ein Jahr später nach Neapel, wo er 1857 ein eigenes Fotostudio eröffnete. Als Fotograf und Verleger wurde Giorgio Sommer außerordentlich erfolgreich. Mit zahlreichen authentischen Fotografien zu Katastrophen und Vulkanausbrüchen schrieb er Zeitgeschichte. Seit den 1870er Jahren produzierte er außerdem Repliken antiker Kunstwerke aus Bronze und Terrakotta (später auch aus Marmor). Die Repliken, z. T. im verkleinerten Statuettenformat, z. T. in Originalgröße, fanden weite Verbreitung, nicht zuletzt dank ihrer hohen gußtechnischen Qualität, und wurden auch in gedruckten, z. T. illustrierten Katalogen der „Fonderia Artistica Sommer“ angeboten. So befindet sich unter anderem in der Berliner Antikensammlung eine lebensgroße Replik des sitzenden Hermes aus Herculaneum.